# Kenneth E. Boulding
Kenneth Ewart Boulding (Liverpool, 18 januari 1910 – Boulder, 18 maart 1993) was een Brits-Amerikaans econoom, opleider, vredesactivist, dichter, mysticus en filosoof.
Hij maakte een indeling van verschillende systemen in negen niveaus van complexiteit, beter bekend als de systeemhiërarchie van Boulding (kaders, klokken, thermostaten, cellen, planten, dieren, mensen, organisaties en transcendente systemen). 
Hij leverde cruciale bijdragen aan de evolutionaire economie. Boulding is de bedenker van het begrip psychisch kapitaal, verwant aan maar dan specifieker dan sociaal kapitaal. 
Van hem is ook de uitspraak: Eender wie gelooft dat exponentiële groei voor altijd kan doorgaan in een eindige wereld, is ofwel een gestoorde of een econoom.
Hij was gehuwd met Elise M. Boulding, een sociologe. Ze waren allebei quakers.